# معاهد الصحة الوطنية الأمريكية
معاهد الصحة الوطنية (بالإنجليزية National Institutes of Health، رمزها «إن آي إتش») هي الوكالة الرئيسية لحكومة الولايات المتحدة الأمريكية المسؤولة عن البحوث المتعلقة بالطب الحيوي والصحة العامة. تأسست الوكالة في أواخر سبعينيات القرن التاسع عشر، وتُعتبر الآن جزءًا من وزارة الصحة والخدمات البشرية في الولايات المتحدة، وتقع أغلب المنشآت التابعة لها في مدينة بيثيسدا في ولاية ماريلاند.
تُجري معاهد الصحة الوطنية أبحاثها العلمية الخاصة من خلال برنامج البحوث الداخلي (آي آر بي) وتوفر تمويلًا كبيرًا للبحوث الطبية الحيوية التي تجريها المنشآت غير التابعة لها من خلال برنامج البحوث الخارجي.
اعتبارًا من عام 2013، امتلك برنامج الأبحاث الخارجي 1200 باحث رئيسي وأكثر من 4000 حائز على زمالة ما بعد الدكتوراه في البحوث الأساسية والانتقالية والسريرية (البحث الانتقالي هو عملية تطبيق المعارف الصادرة عن العلوم البيولوجية الأساسية والتجارب السريرية على التقنيات والأدوات الموجهة نحو الاحتياجات الطبية المعقدة، وعلى عكس العلوم التطبيقية، تهتم البحوث الانتقالية بتحسين نتائج الصحة) كونها أكبر مؤسسة أبحاث طبية حيوية في العالم، واعتبارًا من عام 2003 قدمت الفروع الخارجية 28% من التمويل السنوي للبحوث الطبية الحيوية في الولايات المتحدة الأمريكية، أو نحو 26.4 مليار دولار أمريكي.
يضم المعهد الوطني للصحة 27 منشأةً ومركزًا مستقلًا للتخصصات الطبية الحيوية المختلفة، وهو مسؤول عن تحقيق العديد من الإنجازات العلمية، بما في ذلك اكتشاف الفلورايد الذي يقي من تسوس الأسنان، واستخدام الليثيوم لعلاج اضطراب ثنائي القطب، وتصنيع لقاحات ضد التهاب الكبد والمستدمية النزلية (إتش آي بي) وفيروس الورم الحليمي البشري (إتش بي في).
في عام 2019، احتلت معاهد الصحة الوطنية المرتبة الثانية في العالم في مجال العلوم الطبية الحيوية حسب مؤشر نيتشر، الذي ضم أكبر المساهمين في الأوراق البحثية المنشورة في فروع المجلات الرائدة بين عامي 2015 و2018.

## التاريخ
تعود جذور معاهد الصحة الوطنية إلى منظمة خدمة المستشفيات البحرية التي ظهرت في أواخر تسعينيات القرن الثامن عشر، والتي قدمت المساعدة الطبية للرجال المرضى والمصابين بالعجز التابعين للقوات البحرية الأمريكية.
بحلول عام 1870، تطورت شبكة من المستشفيات البحرية يديرها مسؤول طبي في المكتب الداخلي التابع لوزارة المالية. وفي أواخر سبعينيات القرن التاسع عشر، رصد الكونغرس أموالًا للتحقيق في أسباب الأوبئة مثل الكوليرا والحمى الصفراء، وأنشأ المجلس الوطني للصحة، فأصبحت البحوث الطبية مبادرةً حكوميةً رسميةً.
في عام 1887، أُنشئ مختبر لدراسة البكتيريا تحت اسم «مختبر الصحة» في المستشفى البحري في مدينة نيويورك، وفي بدايات العقد الأول من القرن العشرين، بدأ الكونغرس بتخصيص الأموال لخدمة المستشفيات التابعة للبحرية.
بحلول عام 1922 غيرت هذه المنظمة اسمها إلى «خدمات الصحة العامة» وانشأت مختبرًا متخصصًا للاستقصاءات المتعلقة بالسرطان في كلية الطب في جامعة هارفرد. كان ذلك نقطة بداية التعاون مع الجامعات.
في عام 1930، تغير توصيف «مختبر الصحة» إلى «المعهد الوطني للصحة» بموجب قانون رانسيدل، وخُصص مبلغ 750,000 دولار لإنشاء بنائين تابعين للمعاهد الصحية الوطنية (إن آي إتش)، وعلى مدى العقود القليلة التالية، زاد الكونغرس تمويل المعاهد الصحية الوطنية بشكل كبير، وأُنشئت ضمنها أيضًا مراكز مختلفة ومؤسسات لإجراء برامج بحثية نوعية.
في عام 1944، أُقر قانون خدمات الصحة العامة، وأصبح المعهد الوطني للسرطان جزءًا من المعاهد الصحية الوطنية.
وفي عام 1948، تغير الاسم من «المعهد الصحي الوطني» إلى «المعاهد الصحية الوطنية».
في ستينيات القرن العشرين، حقن عالم الفيروسات والباحث في السرطانات تشيستر إم سوثام خلايا سرطان هيلا (هيلا عبارة عن نسيج من الخلايا «الخالدة» المأخوذة من سرطان عنق الرحم من مريضة في عام 1951، والتي وُجد أنها تملك نشاطًا تكاثريًا كبيرًا وقدرةً كبيرة على البقاء حية، ما أدى إلى استخدامها الواسع في الأبحاث العلمية) في أجسام مرضى في المستشفى اليهودي للأمراض المزمنة. ولاقت التجربة اهتمامًا إعلاميًا كبيرًا عندما استقال ثلاثة أطباء بعد رفضهم حقن المرضى دون موافقتهم.
كانت معاهد الصحة الوطنية مصدرًا رئيسيًا لتمويل أبحاث سوثام، واشترطت عدم إجراء أي من الأبحاث التي تشمل عينات بشرية دون الحصول على موافقتها. اكتشفت «إن آي إتش» بعد التحقيق في جميع معاهدها المستفيدة أن الغالبية من هذه المؤسسات لم تحم حقوق العينات البشرية، ومنذ ذلك الحين فرضت معاهد الصحة الوطنية على جميع المعاهد المستفيدة أن تنال موافقة مجلس الاستعراض المؤسساتي على أي مقترحات بحثية تتضمن تجارب على البشر.
في عام 1967، أُنشئ قسم البرامج الطبية الإقليمية ليدير المنح المقدَّمة لإجراء أبحاث القلب والسرطان والسكتات الدماغية، وفي نفس العام، ضغط مدير المعاهد الصحية الوطنية على البيت الأبيض لزيادة التمويل الفيدرالي، وبالتالي زيادة البحث والسرعة التي يمكن من خلالها تقديم الفوائد الصحية للناس.
شُكلت لجنة استشارية للإشراف على تطوير معاهد الصحة الوطنية وبرامجها البحثية. بحلول عام 1971، كانت أبحاث السرطان في أوجها، ووقع الرئيس نيكسون على قانون السرطان الوطني، وأسس برنامجًا وطنيًا للسرطان، ولائحة السرطان الرئاسية (لائحة مكونة من ثلاثة أشخاص يرفعون التقارير إلى رئاسة الولايات المتحدة عن تطورات وإنجازات البرنامج الوطني للسرطان)، والمجلس الاستشاري الوطني للسرطان، و15 مركزًا جديدًا للبحوث والتدريب والبيان العملي.
شكل تمويل معاهد الصحة الوطنية مصدرًا للخلاف في الكونغرس في أغلب الأحيان، إذ كان بمثابة وكيل عن التيارات السياسية في ذلك الوقت.
في عام 1992 حصلت معاهد الصحة الوطنية على %1 تقريبًا من ميزانية التشغيل للحكومة الفيدرالية، وسيطرت على أكثر من %50 من إجمالي تمويل البحوث الصحية و%85 من إجمالي التمويل للدراسات الصحية في الجامعات. وبينما يتزايد التمويل الحكومي للبحوث في التخصصات الأخرى بمعدل مماثل للتضخم المالي منذ سبعينيات القرن العشرين، تضاعف تمويل البحوث لمعاهد الصحة الوطنية ثلاث مرات تقريبًا أثناء تسعينيات القرن العشرين والعقد الأول من القرن الحادي والعشرين، ولكنه ظل ثابتًا تقريبًا منذ ذلك الحين.
بحلول تسعينيات القرن العشرين، توجه تركيز لجنة معاهد الصحة الوطنية إلى أبحاث الحمض النووي «دي إن إيه» وأطلقت مشروع الجينوم البشري.

## مدراء معاهد الصحة الوطنية الأمريكية
مكتب مدير معاهد الصحة الوطنية «إن آي إتش» هو المكتب المركزي المسؤول عن وضع سياسة هذه المعاهد وعن تخطيط برامج وأنشطة جميع أقسام المعاهد وإدارتها وتنسيقها. يلعب مدير معاهد الصحة الوطنية دورًا فعالًا في صياغة نشاطات الوكالة وآفاقها المستقبلية، وهو مسؤول عن توجيه المعاهد والمراكز عبر تحديد الاحتياجات والفرص، وخاصةً في المساعي التي تتضمن معاهد المتعددة.
يوجد ضمن هذا المكتب «قسم تنسيق البرامج والتخطيط والمبادرات الاستراتيجية» مع12  قسمًا بما في ذلك:
- مكتب المجلس الاستشاري لأبحاث الإيدز.
- مكتب البحوث المتعلقة بصحة المرأة.
- مكتب الوقاية من الأمراض.
- مكتب بحوث الأقليات الجنسية والجندرية.
- مكتب بحوث الصحة القبلية.
- مكتب تقييم البرامج وأدائها.

المدراء السابقون:
- جوزيف كانيون، خدم أغسطس 1887 - 30 أبريل 1899
- ميلتون روزناو، خدم 1 مايو 1899 - 30 سبتمبر 1909
- جون أندرسون، خدم 1 أكتوبر 1909 - 19 نوفمبر 1915
- جورج مكوي، خدم 20 نوفمبر 1915 - 31 يناير 1937
- لويس طومسون، خدم 1 فبراير 1937 - 31 يناير 1942
- رولا داير، خدم 1 فبراير 1942 - 30 سبتمبر 1950
- ويليام سابرل، الابن، خدم 1 أكتوبر 1950 - 31 يوليو 1955
- جيمس أوغسطين شانون، خدم 1 أغسطس 1955 - 31 أغسطس 1968
- روبرت مارستون، خدم 1 سبتمبر 1968 - 21 يناير 1973
- روبرت ستون، وخدم 29 مايو 1973 - 31 يناير 1975
- دونالد فريدريكسون، خدم 1 يوليو 1975 - 30 يونيو 1981
- جيمس وينغاردن، خدم 29 أبريل 1982 - 31 يوليو 1989
- بيرناداين هيلي، خدم 9 أبريل 1991 - 30 يونيو 1993
- هارولد فرموس، خدم 23 نوفمبر 1993 - 31 ديسمبر 1999
- إلياس زرهوني، خدم 2 مايو 2002 - 31 أكتوبر 2008
- فرانسيس كولينز، خدم 17 أغسطس 2009 - الحاضر [13]

## الموقع والحرم الخاص بمعاهد الصحة الوطنية
يُجرى البحث الداخلي بشكل أساسي ضمن الحرم الرئيس في مدينة بيثيسدا ومدينة روكفيل التابعتين لولاية ماريلاند والأماكن المحيطة به. يستضيف حرم باي فيو في مدينة بالتيمور التابعة لولاية ماريلاند برامج البحوث التابع للمعهد الوطني للتقدم في العمر، والمعهد الوطني لتعاطي المخدرات، والمعهد الوطني لأبحاث الجينوم البشري والتي تحوي فريقًا يشمل نحو 1000 عالم وعامل.
يستضيف مختبر فريدريك الوطني لأبحاث السرطان في مدينة فريدريك في ماريلاند ومنطقة ريفرسايد للأبحاث العديد من أقسام المعهد الوطني للسرطان، بما فيها مركز أبحاث السرطان، مكتب العمليات العلمية، فرع دعم العمليات الإدارية، قسم وبائيات ومورثات السرطان، وقسم علاج وتشخيص السرطان.
يقع المعهد الوطني لعلوم الصحة البيئية في منطقة المثلث في بيدمونت التابعة لكارولاينا الشمالية.